# Ribautia andecola
Ribautia andecola är en mångfotingart som beskrevs av Kraus 1954. Ribautia andecola ingår i släktet Ribautia och familjen storjordkrypare.
Artens utbredningsområde är Peru. Inga underarter finns listade i Catalogue of Life.